# 1999 RR215
1999 RR215, também escrito como 1999 RR215, é um objeto transnetuniano (TNO) que está localizado no cinturão de Kuiper, uma região do Sistema Solar. Este corpo celeste é classificado como um cubewano. Ele possui uma magnitude absoluta (H) de 8,1 e, tem um diâmetro estimado com cerca de 106 km, por isso existem poucas chances que o mesmo possa ser classificado como um planeta anão, devido ao seu tamanho relativamente pequeno.

## Descoberta
1999 RR215 foi descoberto no dia 07 de setembro de 1999 pelos astrônomos D. C. Jewitt, C. A. Trujillo e J. X. Luu.

## Órbita
A órbita de 1999 RR215 tem uma excentricidade de 0.101 e possui um semieixo maior de 44.212 UA. O seu periélio leva o mesmo a uma distância de 39.759 UA em relação ao Sol e seu afélio a 48.665.